# Club Centro Iqueño
Maillots
Le Club Centro Iqueño est un club de football péruvien basé à Lima.

## Histoire
Fondé le 12 octobre 1935, c'est l'un des plus anciens clubs de la capitale. Sa première apparition parmi l'élite a lieu en 1942, saison qu'il termine à la huitième place, la dernière de non-relégable.
Il dispute vingt-six saisons en Primera División, entre 1942 et 1969, date de sa dernière saison en D1. Son apogée a lieu en 1957 lorsqu'il remporte son seul titre de champion du Pérou, dirigé par l'entraîneur uruguayen Roberto Scarone. Il a également à son palmarès un titre de champion de Segunda División, en 1948.
Actuellement, le club n'est affilié à aucune division du football professionnel ou amateur, sa dernière apparition remontant à 1993 lorsqu'il participa au championnat de D2 de cette année.

## Résultats sportifs

### Palmarès
| Compétitions nationales | Compétitions régionales                             |
| - Championnat du Pérou (1) : - Champion : 1957. - Championnat du Pérou D2 (1) : - Champion : 1948. - Vice-champion : 1970 et 1985. | - Liga Provincial de Lima (1) : - Vainqueur : 1975. |

### Bilan et records
- Saisons au sein du championnat du Pérou : 26 (1942-1946 / 1949-1969).
- Saisons au sein du championnat du Pérou (D2) : 9 (1947-1948 / 1970-1972 / 1984-1986 / 1993).

## Personnalités historiques du Centro Iqueño

### Anciens joueurs
| - Moisés Barack - Juan Biselach - Roberto Chale - Guillermo Delgado - Adolfo Donayre | - Roberto Drago - Carlos Linazza (de) - Ramón Mifflin - Fernando Olaechea - Henry Perales |

### Entraîneurs marquants
- Rafael Castillo (1942)
- Francisco Sabroso (1943)
- Lizardo Rodríguez Nué (1944)
- Alfonso Huapaya (1945-1946)
- Plácido Galindo (1948-1949)
- Juan Honores (1949-1950)
- Plácido Galindo (1951)
- Jorge Pardón (1952)
- Roberto Scarone (1953-1957), champion du Pérou en 1957.
- Miguel Ortega (1958-1960)
- Ondino Viera (1961-1962]
- Víctor Ramos (1963)
- César López Fretes (1964)
- Miguel Ortega (1965-1966)
- Juan Biselach (1967-1968)
- Juan Bulnes Pérez (1969)